# Becke (Adelsgeschlecht)

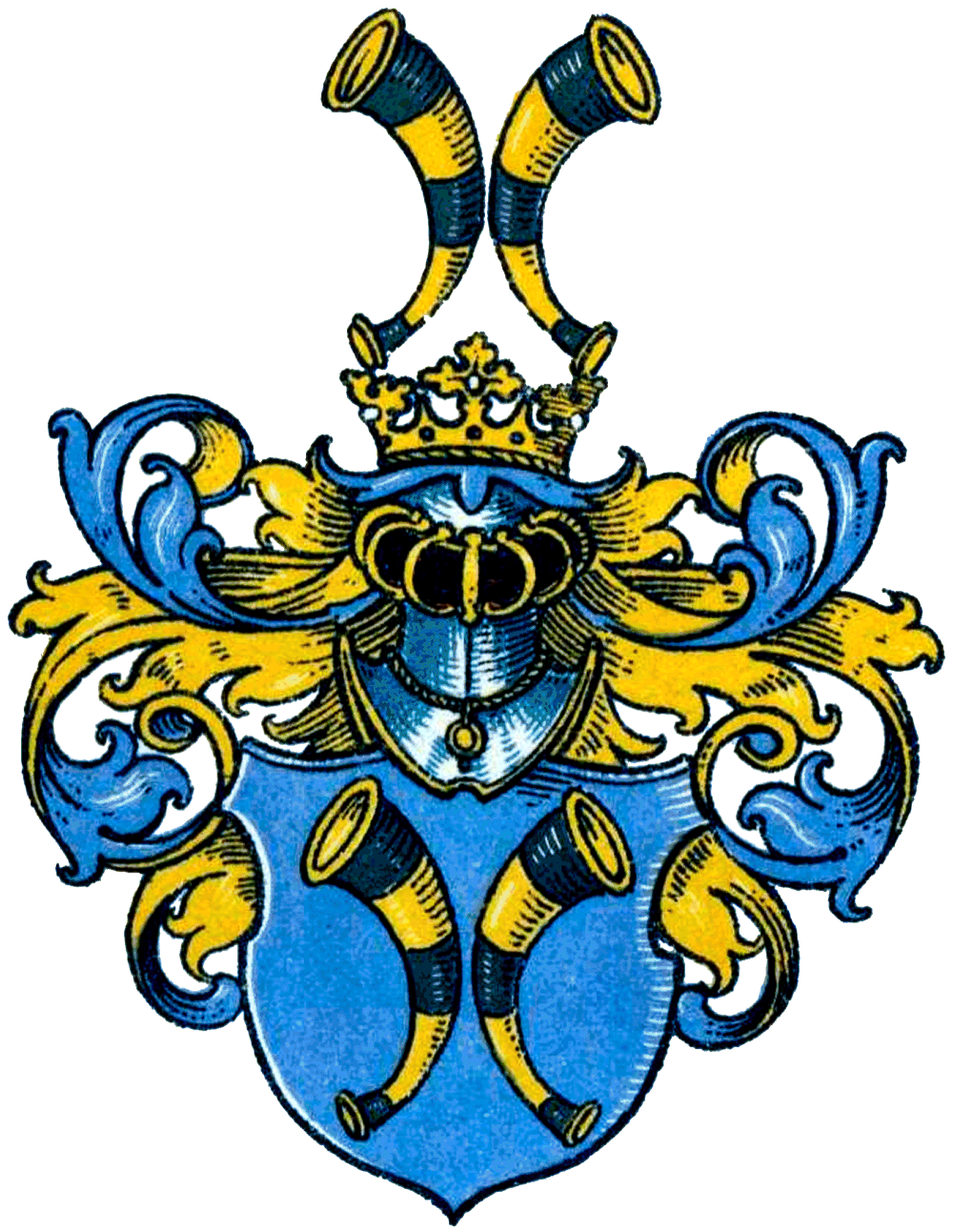
Wappen derer von der Becke

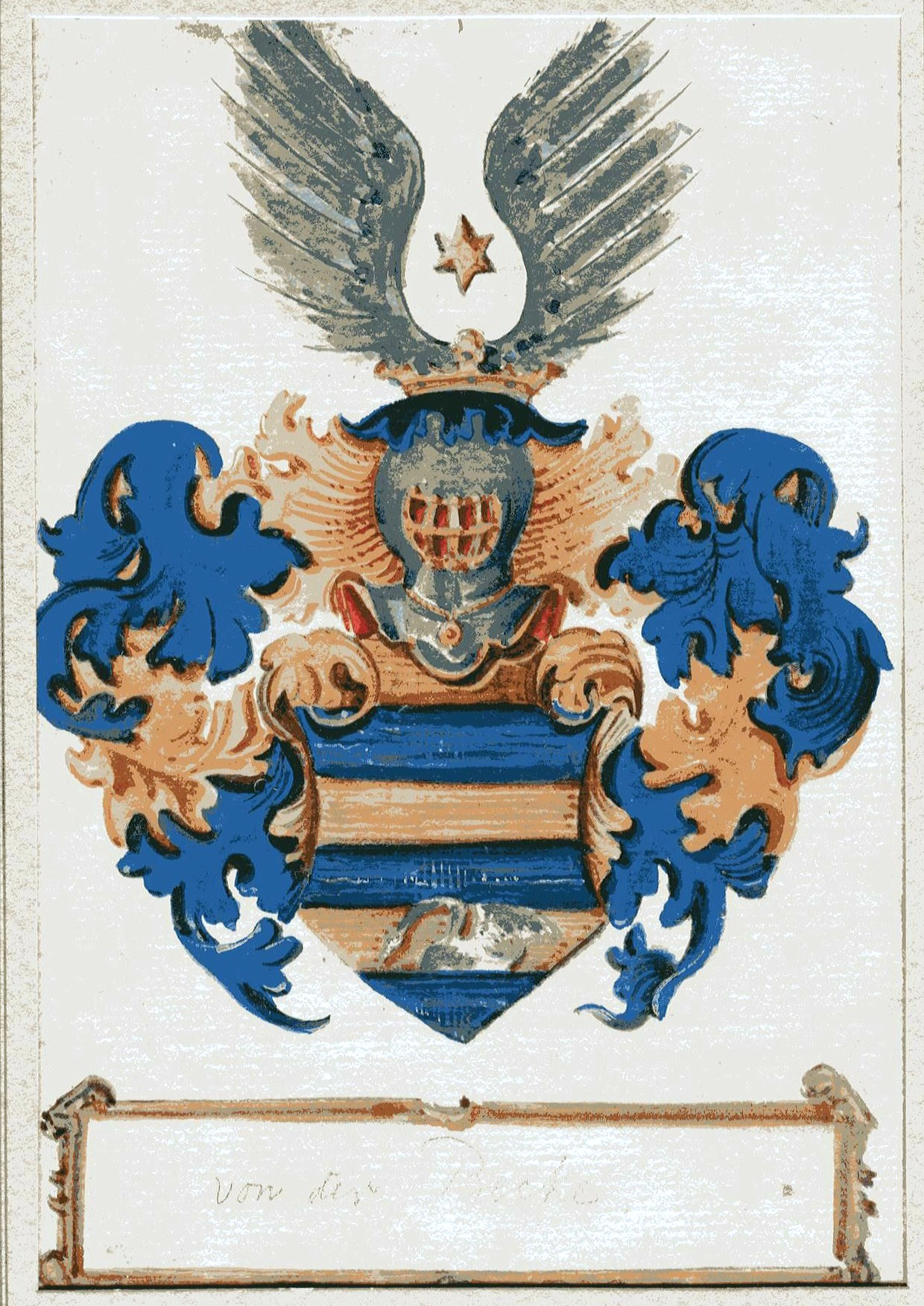
Schwanenwappen derer von der Becke (Linie Lünen-Iserlohn)

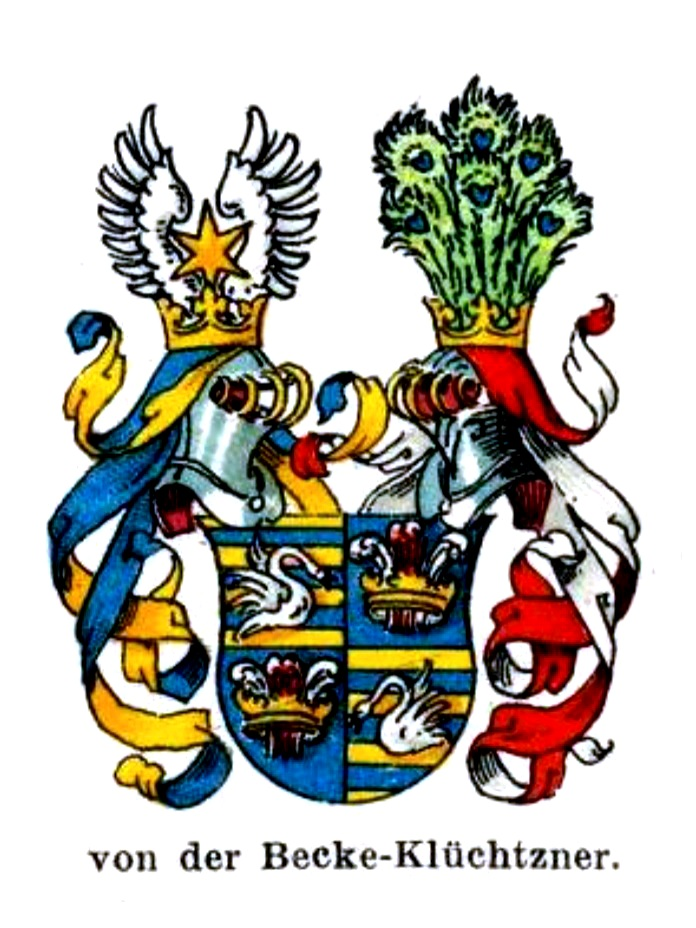
Vereinigtes Schwanenwappen von der Becke (Linie Lünen-Iserlohn) und Stammwappen von Klüchtzner

Das ursprünglich westfälische Adelsgeschlecht von der Becke hat sich in verschiedene Linien verzweigt und als Unternehmerfamilie im Sauerland die Industriegeschichte von Iserlohn und Hemer mitgeprägt.

## Frühe Geschichte
Die Familie stammt aus dem Hochstift Münster in Westfalen. 1298 verkauften der Knappe Hermannus dictus van der Beke, seine Ehefrau Elisabeth und ihre Kinder das freie Gut Sutbeke bei Telgte an das Domkapitel zu Münster. Unter den Bürgen ist auch ein Knappe Ecbertum dictum van der Beke. Vermutlich derselbe erscheint im Jahre 1303 als Ekbert von der Becke als Schöffe eines unter Königsbann verhandelnden Freigerichtes. Im Jahre 1399 wird Walter von der Becke aus Anlass einer münsterschen Fehde nebst anderen Landsassen Dienstleuten und Verbündeten des münsterschen Bischofs Otto von Hoya vor den freien Stuhl von Tecklenburg geladen mit Aufhebung der Ladung in den vorigen Stand Rechtens wieder eingesetzt. Godeke von der Becke tritt in der für die Landesgeschichte bedeutsamen ständischen Vereinigungsurkunde von 1446 als Burgmann zu Vechte unter der Ritterschaft auf. Im Laufe der nächstfolgenden Zeit schloss sich die Familie nach der in ihr erhaltenen Tradition den patrizischen Geschlechtern der Erbmänner an. Deren Stiftmäßigkeit wurde vom Fürstbischof und Domkapitel bestritten. Das führte zu einem mehr als hundertjährigen Prozess vor dem Reichskammergericht. Das Urteil von 1685 erklärte die Erbmänner für rechte Adelige und zum Eintritt in ritterbürtige Stifter befähigt. Aber auch als das Urteil für rechtskräftig erklärt und vom Kaiser bestätigt wurde, blieb es bei Widerstand von Seiten der Landesherrschaft. Diese erschwerte die Ahnenprobe zur Aufnahme in das Domkapitel und so wurde das Urteil in seiner praktischen Wirkungen teilweise untergraben.

## Iserlohn
Als Unternehmerfamilie prägte sie im Sauerland die Industriegeschichte von Iserlohn und Hemer. Hellbach führte das Geschlecht auf ein altes niederländisches Adelsgeschlecht aus Seeland zurück, das in der Zeit der Religions- und Kriegsunruhen zwischen 1568 und 1648 sich zur protestantischen Konfession bekannte und in der Grafschaft Mark und bei der Stadt Iserlohn ansässig wurde.
Die Stammreihe des Geschlechts beginnt mit Johann Jürgen von der Becke aus Lünen, der ab 1650 Bürger und Kaufmann in Iserlohn war. Johann Bernhard von der Becke (1655–1730) begann 1690 mit der Herstellung eiserner Schnallen und Spangen in Iserlohn, ab 1698 in Sundwig. Kurze Zeit später begann er auch mit der Herstellung von Fingerhüten und Nähringen. Sein Sohn Johann Dietrich von der Becke erkundete 1712 Techniken zu deren Herstellung in den Niederlanden. Johann begründete später das Sundwiger Messingwerk. 1736 waren sie an einem Hochofen und Sundwig beteiligt. Heinrich und sein Bruder Johann Adolph übernahmen 1758 die Betriebe. Christian von der Becke legte 1797 ein Messingwalzwerk an, das 1880 von der Firma Basse & Selve übernommen wurde.
Friedrich Gottlieb von der Becke (1793–1868) war vielfältig unternehmerisch tätig so etwa im Raum Menden oder beim Bergbau um Ramsbeck. Außerdem war er Mitglied des preußischen Abgeordnetenhauses.
Heinrich von der Becke kaufte 1805 die Papiermühle in Dieken und baute sie 1838 zu einer Papierfabrik um. 1860 wurde die Fertigung stillgelegt, Felix von der Becke gründete auf dem Gelände eine Metallwarenfabrik.
Aus dieser Familie wurde der in Iserlohn geborene Johann Karl von der Becke (1756–1830) Kanzler und Landesregierungschef im Herzogtum Sachsen-Gotha-Altenburg. Er starb 1830 auf seinem Gut Pauscha bei Zeitz im Regierungsbezirk Merseburg der preußischen Provinz Sachsen.
Verwandtschaftlich ist die Familie mit der Iserlohner Unternehmerfamilie Basse verbunden. Der Vater des Unternehmers und Kompagnons der Firma van der Becke, Detmar Basse (1764–1836), hatte die Tochter des angesehenen Iserlohner Kaufmanns van der Becke geheiratet und war zum Teilhaber an dessen ausgedehnten Tuchgeschäft aufgenommen worden.

### Adelige sächsische Linie Becke-Klüchtzner
1862 gab der sächsische König die Genehmigung zur Namens- und Wappenvereinigung von Georg Edmund von der Becke (* 5. Oktober 1832; † 24. November 1912) und Karoline von Klüchtzner (* 14. März 1839; † 29. November 1911). Der Vater des Edmund von der Becke-Klüchtzners besaß das Rittergut Bärenklause und war ein Neffe des oben erwähnten Johann Karl von der Becke, Kanzlers des Herzogtums Sachsen-Gotha-Altenburg.

### Freiherrlich bayrische Linie
Franz Arnold von der Becke (* 25. Januar 1754; † 13. August 1832), seit 1786 fürstlich speyerischer Geheimer Rat und Hofkammer Direktor in Bruchsal, welcher in den Jahren 1797 und 1798 als Assessor des Reichskammergerichts in Wetzlar für den niederrheinisch-westphälischen Kreis präsentiert und aufgenommen worden nach Auflösung der Reichsverfassung aber in königlich bayerische Justizdienste übergetreten war und seit 1817 in München die Stelle eines Staatsrats und General-Direktors des Justizministeriums bekleidete, wurde am 24. Oktober 1820 in Anerkennung seiner ausgezeichneten schon früher durch Verleihung des Verdienstordens gewürdigten Dienstleistungen kostenfrei und nach Inhalt des Diploms aus königlichem Allerhöchsteigenem Antrieb in den erblichen Freiherrenstand erhoben. Er war vermählt mit Helena von Dawans aus Mannheim, eine Tochter des dortigen kurpfalz-bayerischen General-Landeskommissariats Direktors nachmals großherzoglich badischen Staatsrats Sigismund von Dawans. Er wurde 1823 zum Ober-Appellationsgerichts-Präsidenten ernannt und 1826 in den ersuchten Ruhestand versetzt. Sein Sohn und letzter Repräsentant der Familie ist der nachstehende Freiherr Heinrich Heinrich Arnold von der Becke königlich bayerischer Appellationsgerichts Präsident a. D. vermählt 27. November 1832 mit Freiin Johanna Schrenck von Notzing und Egmating (* 4. Oktober 1801) Ehrendame des königlich bayerischen St Annen Ordens in München und Tochter des Sebastian von Schrenck.

### Freiherrlich preußische Linie
Ursprünglich sollte die preußische Linie mit der bayrischen Linie den Freiherrenstand erhalten. Diese erhielt aber erst am 26. August 1867 mit Friedrich von der Becke den Freiherrenstand.

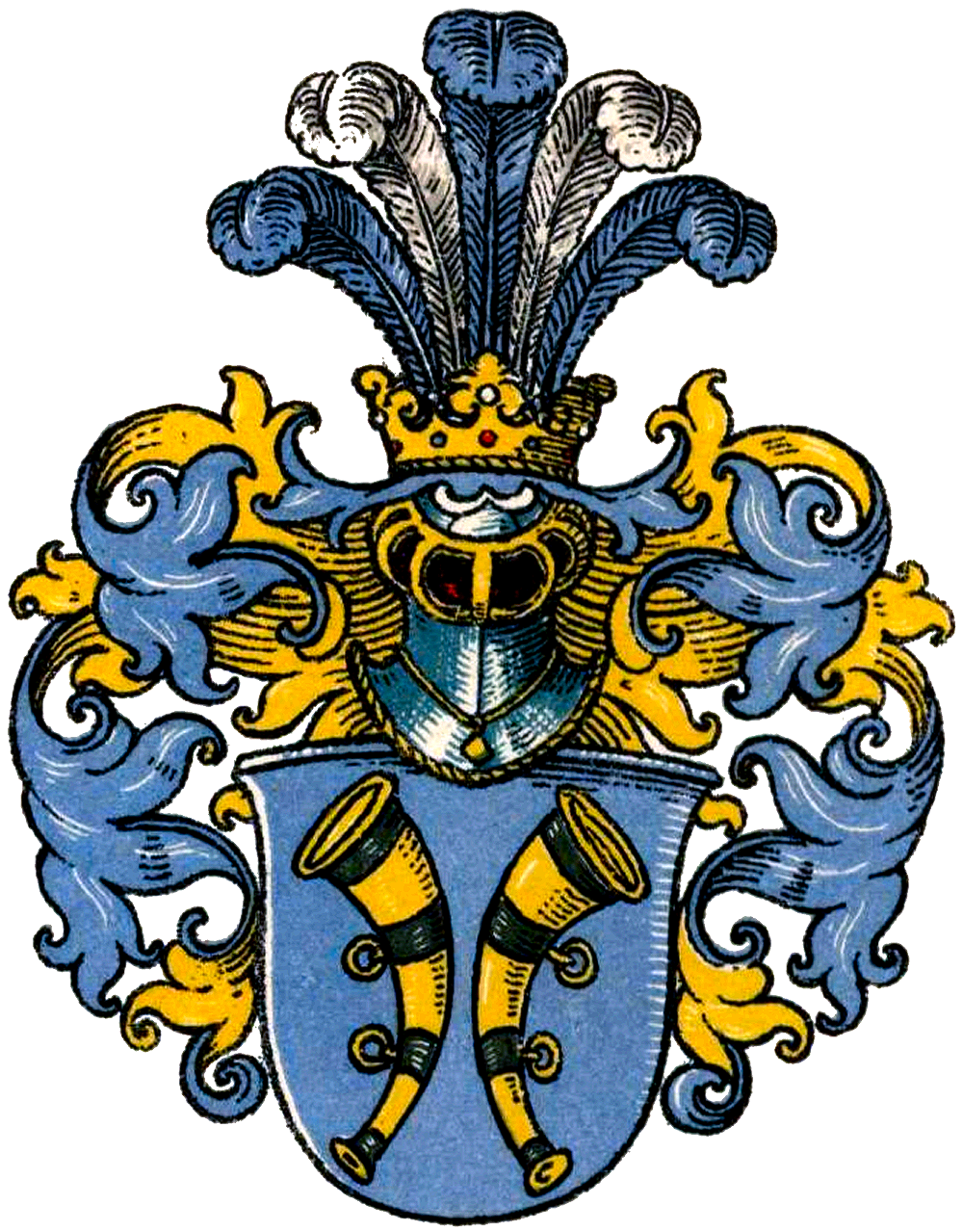
Wappen der Freiherrn von der Becke von 1820/1867

## Wappen (bayrische und preußische Linie)
- Das Stammwappen des Erbmännergeschlechts des Hochstifts Münster zeigt in Blau zwei gegeneinander gekehrte, goldene gestürzte Hifthörner. Auf dem gekrönten Helm mit blau-goldenen Helmdecken die Hifthörner.
- Das daran angelehnte Freiherrliche Wappen von 1820 und 1867 zeigt die Hifthörnerm des Stammwappens in Schwarz mit goldenen Bändern und Oehren beschlagen. Der gekrönte Helm mit blau-silbernen (auch blau-goldenen) Decken trägt zwei silberne Straußenfedern abwechselnd zwischen drei blauen.